# Nyctanassa carcinocatactes
El martinete de las Bermudas (Nyctanassa carcinocatactes) es una especie extinta de ave pelecaniforme de la familia Ardeidae endémica de la islas de Bermudas. Anteriormente se clasificaba en el género Nycticorax pero actualmente se asigna al género Nyctanassa. Fue descrito en 2006 por Storrs L. Olson y David B. Wingate a partir de material subfósil encontrado en depósitos procedentes del Pleistoceno y Holoceno en cuevas y charcas de las Bermudas. Su anatomía era bastante similar a sus parientes vivos como el martinete coronado (Nyctanassa violacea), aunque tenía un pico más robusto, un cráneo más grande y una extremidades traseras más robustas. Las especializaciones de su pico y patas parecen indicar que se adaptó a la alimentación de cangrejos de tierra. Existen informes históricos que mencionan a esta especie. Es posible que la especie se extinguiera por la colonización de las Bermudas en el siglo XVII.